# リモフ
リモフ（ロシア語: Римов）はキエフ・ルーシ期の都市の1つである。現ロシア・クルスク州内の当時の都市としては、クルスク、ルィリスクと並ぶ大規模な都市であったが、現在は存在しない。
リモフは、例えば『ラヴレンチー年代記』の1096年の項にその名が言及されており、『イパーチー年代記』や『モノマフ公の庭訓(ru)』にもその名がみられる。また、年代記によれば、1185年にポロヴェツ族によって大きく破壊されている。『イーゴリ軍記』中にも、このリモフの破壊について記されている。

## 位置
リモフの位置については、いくつかの仮説が立てられている。Y.リプキング(ru)の説では、プショール川沿い（クルスク州ベラヤ地区(ru)）で1909年に発見されたゴチェヴォ城址がリモフとみなされている。ゴチェヴォ城址では、1940年から1941年にかけてのB.ルィバコフ(ru)の発掘調査において、螺旋状に細工したガラス製ブレスレッドや、製鉄炉、戦斧、矢などが発見された。また、灰の堆積した竪穴建物から、多数の人骨が発見されている。これは、敵に包囲されたこの都市の住民が、脱出に失敗したことを示している。城址の南・東は川に面し、北部は深く狭い谷となっている。西側には土塁が築かれていた。